# Tachytrechus potens
Tachytrechus potens är en tvåvingeart som först beskrevs av Octave Parent 1934.  Tachytrechus potens ingår i släktet Tachytrechus och familjen styltflugor.
Artens utbredningsområde är Colombia. Inga underarter finns listade i Catalogue of Life.